# 오늘의 요리 (MBC)
오늘의 요리는 1981년부터 1991년까지 문화방송에서 방송했던 요리 전문 프로그램이다.

## 개요
1981년 문화방송에서 오전 9시 25분부터 방영했던 요리 프로그램으로 첫 방송 당시에는 '고두심의 오늘의 요리' 였는데 당시 배우 고두심이 진행을 맡았고 이후 오늘의 요리로 명명되었다.
방영 당시 가정에서 손쉽게 만드는 가정요리들을 중심으로 국내 요리연구가 및 요리사들을 섭외하여 가정요리를 손쉽고 간단하게 요리할 수 있도록 정보를 제공하였고 방송이 나간 후 시청자들로부터 요리에 관한 재료나 레시피에 관한 문의가 있었을 정도로 인기를 얻었다. 이후로는 당시에는 희귀했던 서양요리 등 고급요리를 만드는 법도 공개하였는데 호텔 주방장, 외국 출신 쉐프 등을 섭외하여 80년대 당시에는 생소하였던 프랑스 달팽이 요리나 스테이크 요리 등의 내용도 방송되었다. 주 시청층은 30대 및 40대 이상 주부층이었으며, 1991년 문화방송 프로그램 개편에 따라 폐지되었다.

## 역대 진행자
- 고두심
- 김수미
- 김영란
- 전인화
- 이종임

## 동종 프로그램
- 공개방송 요리(KBS, 1985)
- 요리는 즐거워(KBS, 1989)
- 가정요리(KBS, 1981~1993)
- 강남길,이성미의 요리쇼(KBS, 1997)
- 남편은 요리사(SBS, 1991~1994)